# ТЕС Indah Kiat Pulp and Paper
0°41′6″ пн. ш. 101°37′11″ сх. д. / 0.68500° пн. ш. 101.61972° сх. д.
ТЕС Indah Kiat Pulp and Paper – теплова електростанція на індонезійському острові Суматра, яка належить до комплексу целюлозно-паперового комбінату. 
Ще в 1984 році на центральній Суматрі розпочав роботу целюлозний комбінат компанії Indah Kiat Pulp and Paper (належить до Sinar Mas Group), який первісно мав продуктивність у 100 тисяч тонн на рік. Упродовж кількох десятків років своєї історії комбінат пройшов через численні етапи розширення та модернізації і станом на середину 2010-х мав 4 лінії по виробництву целюлози продуктивністю 2,6 млн тонн на рік та 9 машин з випуску паперу. 
Разом із основними виробництвами розвивалось енергетичне господарство, яке на середину 2010-х мало 16 котлів різних типів, зокрема, 4 китайського виробництва продуктивністю по 670 тонн пари на годину. Пару отримували шляхом спалювання чорного натру (суміш органічних та неорганічних речовин, що залишається після варки целюлози), відходів перероблення деревини, вугілля та природного газу (останній надходить до регіону по трубопроводу Гріссік – Дурі). При цьому частка покриття енергетичних потреб коштом власних відходів становила 59%.
Частина виробленої пари використовувалась для живлення двадцяти парових турбін загальною потужністю 1052 МВт: дев’яти по 37 МВт від австрійської Simmering-Graz-Pauker (мають станційні номери 3, 4 та 11 – 17, три з них встановили у 1993 – 1994 та чотири у 1996 – 1997 роках), двох по 15 МВт (станційні номери 5 та 6), однієї з показником 55,3 МВт (номер 7), двох по 35 МВт (номери 18 та 19), однієї потужністю 90 МВт від ABB (станційний номер 21, встановлена у 2002 році), трьох по 150 МВт від китайських Nanjing і Dongfang (номер 23 встановлена не пізніше 2008 року, номери 24 та 25 додано у 2014 році) та ще двох інших. 
Крім того, станом на 2008 рік були змонтовані 9 резервних генераторних установок на основі двигунів внутрішнього згоряння (станційні номери DG8 – 16) загальною потужністю 37,7 МВт.
В планах інвестицій комбінату на 2019 рік рахувався ще один генеруючий комплект з показником у 27 МВт.